# Das Dorf meiner Träume
Das Dorf meiner Träume (jap. 絵の中のぼくの村 E no naka no boku no mura) ist ein Film des japanischen Regisseurs Yōichi Higashi aus dem Jahr 1996. Er basiert auf einer autobiographischen Erzählung von Seizo Tashima.

## Handlung
Yukihiko Tashima besucht seinen Zwillingsbruder Seizo, einen in Japan bekannten Bilderbuchautoren. Die beiden schwelgen in Erinnerungen an ihre Kindheit in einem japanischen Dorf gegen Ende der 40er-Jahre.
Seizo und Yukihiko sind zwei abenteuerlustige Jungen, die ihrem Mathematiklehrer und ihrem Großvater gerne Streiche spielen. Ihre Mutter Mizue ist selbst Lehrerin, ist jedoch verständnisvoll gegenüber dem Verhalten ihrer Kinder und fördert das Zeichentalent der beiden. Sie wählt die Zeichnungen von Seizo und Yukihiko für einen Wettbewerb aus und wird dafür von anderen Eltern und Schülern kritisiert.
Als die Zwillinge fischen wollen, ertrinkt Yukihiko beinahe und glaubt, unter Wasser den Flussgott in Gestalt eines Fisches zu sehen. Seizo werden die Mandeln herausgenommen. Beide befreunden sich mit dem Außenseiter Sensji Nakai, der ihnen im Wald ein Muschelhorn zeigt, und sind beliebt bei den Mädchen.
Beobachtet werden sie in dieser Zeit meistens von Waldgeistern, die über die Zwillinge und andere Dorfbewohner reden.

## Kritiken
Peter Stack verglich den Film in der San-Francisco-Chronicle-Ausgabe vom 26. November 1997 mit den Abenteuern von Tom Sawyer und Huckleberry Finn und bezeichnete ihn als „komisch“ und „nostalgisch“. Obwohl Higashis Herangehensweise „unsentimental“ sei, sei die Darstellung der Kindheit „sehr fesselnd“.

## Auszeichnungen
Das Dorf meiner Träume war im Wettbewerb um den Goldenen Bären auf der Berlinale 1996 zu sehen. Yōichi Higashi gewann einen Silbernen Bären für „die besonders originelle Darstellung einer Kindheit“. Auch auf anderen Filmfestivals war der Film erfolgreich. So gewann er auf dem Flanders International Film Festival den Hauptpreis und erhielt einen Spezialpreis der Jury beim International Istanbul Film Festival.
Bei japanischen Filmpreisen konnte sich hauptsächlich Mieko Harada als Beste Hauptdarstellerin durchsetzen. Sie gewann den Blue Ribbon Award, den Hochi Film Award und den Kinema Junpo Award.